# 神田蘭
神田 蘭（かんだ らん、1975年2月10日 - ）は、日本講談協会および落語芸術協会所属の講談師。本名：岡部 厚子。埼玉県春日部市出身。
主に古典講談を中心に行っている。落語芸術協会の定席や落語会などにも出演している。

## 芸歴
女優として
講談師になる前は、女優として活動していた。
- 和田勉主宰「ザ・ドラマスクール」第一期生として最終選考に残る。同期に北村有起哉。和田からついたあだ名が「口裂け女の深情け」。
- のちに夏木プロダクションに所属。
- 「ケイコとマナブ」テレビCMに出演。
- 1999年、青山円形劇場+劇団☆新感線プロデュース「リトルセブンの冒険」に女王クリスタニア役で出演[2]。

講談師として
- 2004年 神田紅に入門
- 2008年7月 二つ目に昇進。
- 2009年8月25日 子宮筋腫による手術で入院。同年9月9日退院。
- 2018年5月 真打に昇進（落語芸術協会では桂夏丸とともに真打昇進）[3]。

## 人物
- 立前座時代に後の「成金」のメンバーになる柳亭小痴楽、桂宮治、神田松之丞（現：六代目神田伯山）らの指導を担当していたが、その厳しい指導ぶりから「鬼軍曹」と呼ばれ恐れられていた[4][5]。

### 笑点Jr.メンバーとして
- 前身番組「BS笑点」時代のころ出演している。五代目春風亭柳好が出演していない場合のみ5番席に座ることが多いが、柳好が出演していた場合は他のメンバーの席に座ることがある。
- 現番組移行後は、「次回出場権剥奪→ほぼ数週で復帰」が定番となった。
- 講釈師の同番組出演は三代目神田山陽に次いで2人目であり、落語家も含めた女性芸人の出演は2人目（第1号は林家きく姫）である。

## 出演番組
- BS笑点（BS日テレ）大喜利に不定期出演。
- 笑点Jr.（日テレプラス）大喜利に不定期出演。
- ごごたま（テレ玉 金曜日・JA菜発見のコーナー）
- おとな館（CS放送「日テレG+」（E2=257CH スカパー!=309CH）キャスター、毎週土曜22:00）
- 日曜バラエティー (NHKラジオ第一、ころころトリオメンバー(2016年3月13日まで)、毎週日曜13:00)
- 恋する日本史 （JFNC、全国各地で放送されるも放送時間はバラバラである）
- 神田蘭のモーニング・マダム（RKBラジオ、2018年10月〜）
- 趣味どきっ！「源氏物語の女君たち」（NHKEテレ、2024年2月～3月）

## 著書
- 「恋する日本史講談」神田蘭（ぶんか社）2010年5月 ISBN 978-4821153558
- 「女と男の恋する日本史講談」神田蘭（辰巳出版）2021年8月 ISBN 978-4777827763